# 研祥智能
研祥智能科技股份有限公司，簡稱研祥智能科技股份、研祥智能科技，以及研祥智能（英語：EVOC Intelligent Technology Company Limited，港交所：2308），在1993年由陳志列先生（董事長）創立，專門在中國內地經營研究、開發、製造及經銷APA（高端自動化）產品，品牌為「EVOC」。前身為「深圳市研祥智能科技股份有限公司」。

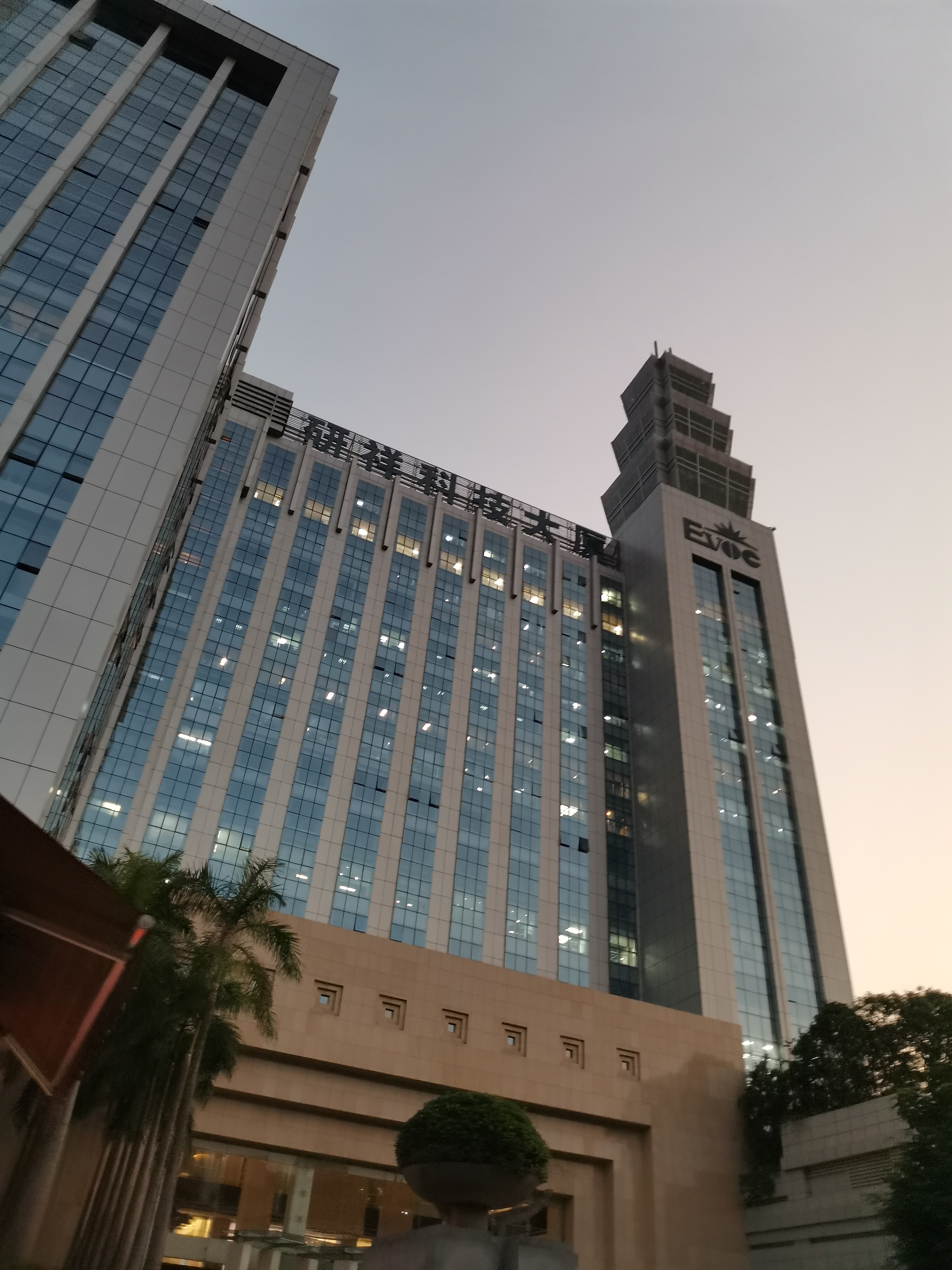
研祥科技大厦，为研祥总部

而總部位於中國深圳市南山區高新中四道31號研祥科技大廈，而股份在2003年10月10日於香港交易所創業板上市，而招股價為0.18港元（調整前為0.9港元），發行股份為200,000,000股H股（調整前為116,800,000股H股），集資額為36,000,000港元（調整前為105,120,000港元），當時代碼為8285.HK；而在2010年7月12日，轉在主板上市。

## 連結
- Evoc.cn （页面存档备份，存于）